# Нокс, Джеймс Роберт
Джеймс Роберт Нокс (англ. James Robert Knox; 2 марта 1914, Бэйсуотер, Австралия — 26 июня 1983, Рим, Италия) — австралийский куриальный кардинал и ватиканский дипломат. Титулярный архиепископ Мелитены с 20 июля 1953 по 13 апреля 1967. Апостольский делегат в Британской Африке, с резиденцией в Момбасе с 20 июля 1953 по 14 февраля 1957. Апостольский интернунций в Индии и апостольский делегат в Бирме и на Цейлоне с 14 февраля 1957 по 13 апреля 1967. Архиепископ Мельбурна с 13 апреля 1967 по 1 июля 1974. Префект Священных Конгрегаций таинств и богослужения с 25 января 1974 по 1 августа 1975. Префект Священной Конгрегации таинств и богослужения с 1 августа 1975 по 4 августа 1981. Председатель Папского Совета по делам семьи с 4 августа 1981 по 26 июня 1983. Кардинал-священник с титулом церкви Санта-Мария-ин-Валичелла с 5 марта 1973.